# 미크로네시아 연방의 국장

미크로네시아 연방의 국장

미크로네시아 연방의 국장은 미크로네시아 연방을 상징하는 문장으로 국장의 원형은 태평양 제도 신탁통치령의 문장이다.
국장 가운데에 그려져 있는 원 안쪽에는 바다 위에 떠 있는 야자나무가 있는 섬이 그려져 있으며 섬 위에는 네 개의 하얀색 별이 그려져 있다. 네 개의 별은 미크로네시아 연방을 구성하는 네 개의 가장 큰 섬인 추크 제도, 폰페이섬, 야프섬, 코스라에섬을 의미한다.
섬 아래에는 미크로네시아 연방의 나라 표어인 "평화, 단결, 자유"("Peace, Unity, Liberty")가 영어로 쓰여져 있으며 리본 아래에는 미크로네시아 연방이 독립한 해인 "1979"가 쓰여져 있다. 원 바깥쪽에는 "미크로네시아 연방국 정부"("Government of the Federated States of Micronesia")가 영어로 쓰여져 있다.